# Minardi PS03
O PS03 é o modelo da Minardi da temporada de 2003 da Fórmula 1. Condutores: Justin Wilson, Jos Verstappen e Nicolas Kiesa. 

## Resultados[1]
(legenda)
| Ano  | Chassis | Motor             | Pneus | N° | Pilotos        | 1   | 2   | 3   | 4   | 5   | 6   | 7   | 8   | 9   | 10  | 11  | 12  | 13  | 14  | 15  | 16  | Pontos | Posição  |  |
| ---- | ------- | ----------------- | ----- | -- | -------------- | --- | --- | --- | --- | --- | --- | --- | --- | --- | --- | --- | --- | --- | --- | --- | --- | ------ | -------- |  |
|      |         |                   |       |    |                |     |     |     |     |     |     |     |     |     |     |     |     |     |     |     |     |        |          |  |
|      |         |                   |       |    |                | AUS | MAL | BRA | SMR | ESP | AUT | MON | CAN | EUR | FRA | GBR | GER | HUN | ITA | EUA | JAP |        |          |  |
| 2003 | PS03    | Cosworth CR-3 V10 | B     | 18 | Justin Wilson  | Ret | Ret | Ret | Ret | 11  | 13  | Ret | Ret | 13  | 14  | 16  |     |     |     |     |     | 0      | NC (10º) |  |
| 2003 | PS03    | Cosworth CR-3 V10 | B     | 18 | Nicolas Kiesa  |     |     |     |     |     |     |     |     |     |     |     | 12  | 13  | 12  | 11  | 16  | 0      | NC (10º) |  |
| 2003 | PS03    | Cosworth CR-3 V10 | B     | 19 | Jos Verstappen | 11  | 13  | Ret | Ret | 12  | Ret | Ret | 9   | 14  | 16  | 15  | Ret | 12  | Ret | 10  | 15  | 0      | NC (10º) |  |